# Louis-François Fleury
Louis-François Fleury (ur. 24 maja 1878 w Lyonie, zm. 12 czerwca 1926 w Paryżu) – francuski flecista.

## Życiorys
Studiował u Paula Taffanela w Konserwatorium Paryskim, które ukończył w 1902 roku z I nagrodą. Od 1902 roku był członkiem Société moderne d’instruments à vent, w 1905 roku objął jego kierownictwo. Od 1906 roku kierował także Société des concerts d’autrefois. Koncertował we Francji i za granicą, wykonując dzieła kompozytorów dawnych i współczesnych. Występował wspólnie z Nellie Melbą i Emmą Calvé. Wydał utwory m.in. Michela Blaveta, Henry’ego Purcella, Johna Stanleya i Jacques’a-Christophe’a Naudota. Pisał artykuły do czasopism francuskich i angielskich. Claude Debussy napisał dla niego swój utwór Syrinx na flet solo.